# توماس إي. فرانكلين (صحفي)
توماس إي. فرانكلين (بالإنجليزية: Thomas E. Franklin)‏ هو صحفي ومصور أمريكي، ولد في 1966.